# Bélgica en los Juegos Olímpicos de Londres 2012
Bélgica estuvo representada en los Juegos Olímpicos de Londres 2012 por un total de 113 deportistas que compitieron en 16 deportes. Responsable del equipo olímpico fue el Comité Olímpico e Interfederal Belga, así como las federaciones deportivas nacionales de cada deporte con participación.
La portadora de la bandera en la ceremonia de apertura fue la atleta Tia Hellebaut.

## Medallistas
El equipo olímpico de Bélgica obtuvo las siguientes medallas:
| Nombre             | Deporte | Competición                  |
| ------------------ | ------- | ---------------------------- |
| Oro                |         |                              |
| —                  |         |                              |
| Plata              |         |                              |
| Lionel Cox         | Tiro    | Rifle en pos. tendida 50 m M |
| Bronce             |         |                              |
| Charline van Snick | Judo    | –48 kg F                     |
| Evi Van Acker      | Vela    | Laser Radial F               |